# Дженнесси (тауншип, Миннесота)
Дженнесси (англ. Gennessee) — тауншип в округе Кандийохай, Миннесота, США. На 2000 год его население составило 458 человек.

## География
По данным Бюро переписи населения США площадь тауншипа составляет 90,5 км², из которых 83,9 км² занимает суша, а 6,6 км² — вода (7,30 %).

## Демография
По данным переписи населения 2000 года здесь находились 458 человек, 164 домохозяйства и 132 семьи.  Плотность населения —  5,5 чел./км².  На территории тауншипа расположено 182 постройки со средней плотностью 2,2 построек на один квадратный километр. Расовый состав населения: 99,13 % белых, 0,22 % — других рас США и 0,66 % приходится на две или более других рас. Испанцы или латиноамериканцы любой расы составляли 2,62 % от популяции тауншипа.
Из 164 домохозяйств в 38,4 % воспитывались дети до 18 лет, в 62,8 % проживали супружеские пары, в 10,4 % проживали незамужние женщины и в 19,5 % домохозяйств проживали несемейные люди. 15,9 % домохозяйств состояли из одного человека, при том 4,3 % из — одиноких пожилых людей старше 65 лет. Средний размер домохозяйства — 2,79, а семьи — 3,06 человека.
27,3 % населения — младше 18 лет, 8,7 % — в возрасте от 18 до 24 лет, 28,6 % — от 25 до 44, 26,9 % — от 45 до 64, и 8,5 % — старше 65 лет. Средний возраст — 37 лет. На каждые 100 женщин приходилось 118,1 мужчин.  На каждые 100 женщин старше 18 приходилось 116,2 мужчин.
Средний годовой доход домохозяйства составлял 50 982 доллара, а средний годовой доход семьи —  54 028 долларов. Средний доход мужчин —  31 000  долларов, в то время как у женщин — 21 458. Доход на душу населения составил 20 088 долларов. За чертой бедности находились 4,4 % семей и 3,8 % всего населения тауншипа, из которых 4,9 % старше 65 лет.